# Ruisseau de l'Artigue
Pour les articles homonymes, voir Artigues.
L'Artigue est un ruisseau du sud de la France qui coule dans le département de l'Ariège. C'est un affluent du Vicdessos en rive gauche, donc un sous-affluent de la Garonne par le Vicdessos puis par l'Ariège.

## Géographie
De 8,3 km de longueur, le ruisseau de l'Artigue prend sa source dans les Pyrénées ariégeoise, au niveau du port de l'Artigue (2 481 mètres). Dès sa naissance, il adopte la direction de l'est qu'il maintient sur toute la longueur de son parcours. Il se jette dans le Vicdessos en rive gauche à Auzat

## Commune traversée
- L'Artigue coule entièrement dans une seule commune du département de l'Ariège : Auzat

## Hydrologie
L'Artigue est une rivière de haute montagne et donc peu régulière mais très abondante, à l'instar de ses voisines de la région des Pyrénées. Son débit a été observé durant une période de 47 ans (1961-2007), à Auzat, au niveau de son confluent avec le Vicdessos. La surface observée est de 23,8 km2, soit la quasi-totalité du bassin versant de la rivière.
Le module de la rivière est de 1,29 m3/s.
L'Artigue présente des fluctuations saisonnières de débit bien marquées, comme c'est la norme dans les régions de haute montagne. Les hautes eaux se déroulent en fin de printemps, et résultent avant tout de la fonte des neiges. Elles se caractérisent par des débits mensuels moyens allant de 2,02 à 3,77 m3/s, de mai à juillet, avec un maximum très net en juin. À partir de la mi-juillet, le débit baisse rapidement jusqu'aux basses eaux d'automne-hiver qui ont lieu de septembre à mars inclus, avec un minimum de 0,367 m3/s en février. En automne, on constate un très léger rebond au mois d'octobre (0,866 m3/s) lié aux précipitations d'automne tombant encore partiellement sous forme de pluie. Mais ces moyennes mensuelles cachent des fluctuations bien plus prononcées selon les années et sur de plus courtes périodes.
Aux étiages, le VCN3 peut chuter jusque 0,087 m3/s (87 litres), en cas de période quinquennale sèche, ce qui est plutôt sévère.
Les crues, quant à elles, peuvent être très importantes, compte tenu de l'extrême exiguïté du bassin versant. Les QIX 2 et QIX 5 valent respectivement 18 et 23 m3/s. Le QIX 10 est de 27 m3/s, le QIX 20 de 31 m3/s, tandis que le QIX 50 se monte à 36 m3/s.
Le débit instantané maximal enregistré à la station hydrométrique d'Auzat a été de 43 m3/s le 1er septembre 1990, tandis que le débit journalier maximal était de 15,9 m3/s le 9 septembre 2003. Si l'on compare la première de ces valeurs à l'échelle des QIX de la rivière, l'on constate que cette crue était nettement supérieure à la crue cinquantennale définie par le QIX 50, et donc tout à fait exceptionnelle.
L'Artigue est une rivière petite, mais très abondante. La lame d'eau écoulée dans son bassin versant est de 1 718 millimètres annuellement, ce qui est plus de cinq fois supérieur à la moyenne d'ensemble de la France (320 millimètres), et le triple du bassin de l'Ariège (586 millimètres à Pinsaguel). Le débit spécifique (ou Qsp) atteint 54,5 litres par seconde et par kilomètre carré de bassin.

## Activité
L'Artigue et ses cascades offre un parcours de canyoning apprécié notamment en mai et juin, période des hautes eaux.